# Diocese de Ciudad Valles
A Diocese de Ciudad Valles (em latim: Dioecesis Vallipolitana) é uma diocese da Igreja Católica localizada no município de Ciudad Valles, no estado de San Luis Potosí, pertencente a Arquidiocese de San Luis Potosí no México. Foi fundada em 27 de novembro de 1960 pelo Papa João XXIII. Com uma população católica de 736.000 habitantes, sendo 89,0% da população total, possui 54 paróquias com dados de 2021.

## História
Em 27 de novembro de 1960 o Papa João XXIII cria a Diocese de Ciudad Valles através dos territórios da Diocese de San Luis Potosí e da Diocese de Huejutla. Em 1997 a Diocese de Ciudad Valles e a Arquidiocese de San Luis Potosí perdem território para a formação da Diocese de Matehuala. Em 2006 a Diocese de Ciudad Valles tem sua província eclesiástica alterada, passando de Monterrey para San Luis Potosí.

## Lista de bispos
A seguir uma lista de bispos desde a criação da diocese em 1960.
|                         | Nome                                | Período                 | Notas                                     |
| Bispos de Ciudad Valles | Bispos de Ciudad Valles             | Bispos de Ciudad Valles | Bispos de Ciudad Valles                   |
| ----------------------- | ----------------------------------- | ----------------------- | ----------------------------------------- |
| 7º                      | Roberto Yenny García                | 2020 - atual            |                                           |
| 6º                      | Roberto Octavio Balmori Cinta, M.J. | 2002 - 2020             | Nomeado bispo emérito dessa diocese       |
| 5º                      | José Guadalupe Galván Galindo       | 1994 - 2000             | Nomeado bispo de Torreón                  |
| 4º                      | Juvencio González Alvarez           | 1980 - 1994             |                                           |
| 3º                      | José Melgoza Osorio                 | 1970 - 1979             | Nomeado bispo de Nezahualcóyotl           |
| 2º                      | Alfonso Reyes Ramos                 | 1966 - 1969             | Faleceu no cargo                          |
| 1º                      | Carlos Quintero Arce                | 1961 - 1966             | Nomeado arcebispo coadjutor de Hermosillo |